# NGC 6177
NGC 6177 é uma galáxia espiral barrada (SBb) localizada na direcção da constelação de Hercules. Possui uma declinação de +35° 03' 20" e uma ascensão recta de 16 horas, 30 minutos e 38,8 segundos.
A galáxia NGC 6177 foi descoberta em 28 de Maio de 1791 por William Herschel.